# 340 mm Mle 1912 G
Il Matériel de 340 mm Modèle 1912 sur affût à glissement (abbreviato in 340 mm Mle 1912 G) era un cannone ferroviario francese della prima e seconda guerra mondiale, di origine navale. Dopo la resa della Francia nel 1940 pezzi preda bellica furono immessi in servizio dallo Heer.

## Storia
Il cannone 340 mm Mle 1912 B proveniva dal programma delle nuove navi da battaglia classe Normandie, le prime dreadnought francesi, che dovevano ricevere ognuna tre torrette quadruple da 340 mm, in sostituzione del vecchio 305 mm Mle 1906. L'inizio della Grande Guerra interruppe la realizzazione delle Normandie. Dodici pezzi destinati ad una di queste corazzate furono modificati in cannoni ferroviari, in due allestimenti diversi di 6 cannoni ciascuno:
- Matériel de 340 mm Modèle 1912 à berceau[2] su culla brandeggiabile[3];
- Matériel de 340 mm Modèle 1912 à glissement su affusto rigido rinculante sulle rotaie, il cui brandeggio era ottenuto su tratti di ferrovia semicircolari.

I 6 pezzi su affusto à glissement o Mle 1912 G furono prodotti dalla Schneider et Cie. ed impiegati dall'Armée de terre nella prima guerra mondiale. Risultarono i pezzi ferroviari francesi a maggiore gittata e nel 1940 furono mobilitati dall'Artillerie lourde sur voi ferrée e impiegati in particolare sul fronte italo-francese. In conseguenza della resa della Francia, come molte altre artiglierie anche i Mle 1912 G furono catturati dai tedeschi, che li ridenominarono 34 cm KGl (E) 673(f).

## Tecnica
La canna aveva 102 righe ad andamento destrorso, con inclinazione di 4°. L'affusto a trave poggiava su due pianali, ognuno poggiante su due carrelli ferroviari a 4 assi. Questo sistema a 4 snodi e 16 assi totali era necessario per affrontare le curve e per distribuire l'enorme peso del sistema. Il puntamento in orizzontale veniva ottenuto spostando il pezzo su tratti curvilinei di ferrovia costruiti allo scopo dal genio militare, dove la linea di tiro era data dalla tangente la curva. Le forze di rinculo erano dissipate dallo scorrimento dei carrelli sulle rotaie, frenato da un sistema di travi per attrito sulle traverse. Una volta realizzato il tronco di ferrovia curvilineo, la messa in batteria richiedeva 5 minuti. Il pezzo era operato da 1 sottufficiale e 40 artiglieri.

## 340 mm Mle 1918 G
Alla fine della prima guerra mondiale fu approntato una versione 340 mm Mle 1918 sur affût à glissement. Questo impiegava un affusto a scivolamento identico al Mle 1912, ma armato con un cannone da 240 mm rialesato a 340 mm. Questo materiale non fu mobilitato nel 1940.

## Munizionamento
- Obus explosif en fonte aciérée modèle 15: granata ad alto esplosivo in ghisa mod. 1915
- Obus explosif en fonte aciérée tronqué à fausse ogive modèle 1917: granata ad alto esplosivo in ghisa troncata con falsa ogiva mod. 1917;
- Obus explosif en fonte aciérée tronqué à fausse ogive modèle 1931 pour bouche a feu rayée à 4°: granata ad alto esplosivo in ghisa troncata con falsa ogiva mod. 1931 per bocche da fuoco con rigatura destrorsa inclinata a 4°[senza fonte].